# Горошко Василь Якович
Василь Якович Горошко (нар. 1909, село Радомля, тепер у складі міста Тростянець Тростянецького району Сумської області — ?) — український радянський діяч, завідувач кафедри математики Кам'янець-Подільського педагогічного інституту, ректор Слов'янського державного педагогічного інституту Донецької області. Кандидат фізико-математичних наук, доцент. Депутат Верховної Ради СРСР 3-го скликання.

## Життєпис
Народився в селянській родині. Освіта вища. 
З серпня 1941 по 1946 рік — в Червоній армії, учасник німецько-радянської війни. Воював на Західному, Донському, Брянському, ІІІ-му Білоруському та І-му Українському фронтах. Служив перекладачем з німецької мови 2-го розряду 528-го стрілецького полку 130-ї стрілецької дивізії 28-ї армії.
Член ВКП(б).
1 жовтня 1948 — 1956 року — завідувач кафедри математики Кам'янець-Подільського педагогічного інституту Кам'янець-Подільської (Хмельницької) області.
У 1959—1964 року — ректор Слов'янського державного педагогічного інституту Сталінської (Донецької) області.

## Звання
- старший лейтенант адміністративної служби

## Нагороди
- орден Вітчизняної війни ІІ ст. (6.04.1985)
- орден Червоної Зірки (28.07.1945)
- медалі